# Chrysosoma capilliferum
Chrysosoma capilliferum är en tvåvingeart som beskrevs av Octave Parent 1933. Chrysosoma capilliferum ingår i släktet Chrysosoma och familjen styltflugor.
Artens utbredningsområde är Kongo. Inga underarter finns listade i Catalogue of Life.